# Primavera a Sarajevo
Primavera a Sarajevo è un singolo del cantautore italiano Enrico Ruggeri pubblicato nel marzo 2002 dall'etichetta discografica Sony Music. Il singolo viene spesso erroneamente chiamato con il titolo La Balalaika per via del ritornello.
La canzone è stata scritta da Ruggeri insieme alla compagna Andrea Mirò e presentata al Festival di Sanremo 2002, con Ruggeri accompagnato dall'orchestra diretta dalla stessa Mirò.
È un brano pop con elementi del folk balcanico che, accompagnato da una piccola banda, fiati e una fisarmonica, racconta una storia d'amore ambientata nella devastazione di Sarajevo in seguito alle guerre jugoslave ed in particolare all'assedio di Sarajevo, avvenuti negli anni novanta, e descrive i due innamorati come pronti a continuare e rialzarsi insieme alla loro città.
Il brano è stato incluso nell'album La vie en rouge (edizione 2002) e successivamente nell'album Gli occhi del musicista, uscito l'anno seguente, nel 2003.

## Successo e critiche
La canzone, ispirata allo stile di Goran Bregović e Renato Carosone, contiene all'inizio di due delle sue tre strofe delle citazioni alla balalaica, che Ruggeri ha sostenuto fosse utile per rievocare le sonorità balcaniche. L'affermazione ha trovato alcuni dissensi legati alle origini russe, e non jugoslave, dello strumento. Alcune critiche sono state mosse anche a causa del tema, considerato non più attuale al momento della presentazione del brano.
Nonostante non tutti i pareri fossero favorevoli, la canzone ha ottenuto un buon risultato sia nella gara canora del Festival di Sanremo, ottenendo il quinto posto, sia a livello di vendite, raggiungendo la quindicesima posizione della classifica dei singoli più venduti in Italia.

## Tracce
1. Primavera a Sarajevo – 3:43

## Classifiche
| Classifica (2002) | Posizione raggiunta |
| ----------------- | ------------------- |
| Italia            | 15                  |